# Molta brigata vita beata
 Molta brigata vita beata (The More the Merrier) è un film del 1943 diretto da George Stevens.

## Trama
L'anziano miliardario Benjamin Dingle, dopo aver trovato occupate tutte le stanze d'albergo di Washington, a causa del sovrappopolamento tipico del periodo culmine della guerra, decide di dare un'occhiata agli annunci di affitto appartamenti. Con un astuto escamotage di Dingle, la giovane impiegata statale Connie Milligan si vede così costretta a subaffittare all'uomo metà del proprio appartamento. Dopo qualche giorno di convivenza, impietosito dalla situazione del soldato Joe Carter, che come lui non riesce a trovare un posto in cui stare, e a insaputa di Connie, Dingle subaffitta a Carter metà della sua metà di appartamento. I tre cominciano una convivenza fatta di dispetti e oggettive difficoltà. Convivenza che, tuttavia, non può fare a meno di avvicinare Connie e Joe. Quest'ultimo, tra l'altro, è in procinto di partire per una missione militare in Africa.
Nel frattempo, Dingle viene scoperto a leggere il diario segreto di Connie e cacciato dalla padrona di casa. Connie e Joe restano soli nell'appartamento, e per quanto la ragazza provi a tenersi sulle sue - è già promessa sposa del noioso burocrate Charles J. Pendergast - finisce per farsi conquistare dal militare, con il quale comunica parlando attraverso un sottile muro che divide le loro camere da letto. Un petulante ragazzino che abita nel condominio, però, nota il binocolo di Joe e lo denuncia alla polizia come spia giapponese. Con l'arrivo di Pendergast e Dingle al dipartimento, il malinteso viene risolto, ma lo scandalo ormai arriva alle orecchie di un giornalista: la fidanzata di Pendergast è stata scoperta a vivere insieme ad un altro uomo.
Per tirarsi fuori dal pasticcio, Dingle suggerisce ai due ragazzi di evitare lo scandalo sposandosi. Tra le lacrime di lei e l'indecisione di lui, Connie e Joe si sposano in fretta in South Carolina, unico stato in cui è permesso il matrimonio immediato e senza l'obbligatoria attesa di tre giorni. Ormai perso del tutto l'interesse nei confronti di Pendergast (al quale, nel frattempo, ha restituito l'anello dopo l'ennesimo litigio), l'unica preoccupazione di Connie è che molto probabilmente, data l'imminente partenza di Joe, prevista per il giorno dopo, non rivedrà mai più il neomarito, senza contare che il matrimonio non ha neanche speranze di essere consumato. Ma, all'improvviso, i due scoprono l'ennesima e ultima sorpresa del vecchio milionario: Benjamin Dingle ha fatto abbattere il muro che divideva le camere da letto, e ora i due possono considerarsi a tutti gli effetti marito e moglie.

## Tagline
Home is where you hang your guests! (Casa è dove appendi i tuoi ospiti!)

## Riconoscimenti
- 1944 - Premio Oscar
  - Miglior attore non protagonista a Charles Coburn
  - Candidatura Miglior film alla Columbia Pictures
  - Candidatura Migliore regia a George Stevens
  - Candidatura Miglior attrice protagonista a Jean Arthur
  - Candidatura Miglior soggetto a Frank Ross e Robert Russell
  - Candidatura Migliore sceneggiatura non originale a Richard Flournoy, Lewis R. Foster, Frank Ross e Robert Russell
- 1943 - New York Film Critics Circle Award
  - Migliore regia a George Stevens